# Justin Moore (album)
Justin Moore è l'album di debutto dell'omonimo artista musicale country. È stato pubblicato l'11 agosto 2009 da Valory Music Group, una filiale della Big Machine Records. L'album include i singoli Back That Thing Up, Small Town USA, Backwoods e How I Got to Be This Way. Small Town USA è diventato il primo successo numero uno di Moore nella classifica degli Stati Uniti Billboard Hot Country Songs nel settembre 2009. Moore ha co-scritto tutte le canzoni tranne una sull'album.

## Storia
Questo album faceva parte di una promozione speciale chiamata "So You Want to Be a Record Record Executive". Questa promozione ha collocato la musica di Moore su siti di social network come MySpace e iLike, dove i fan potevano creare playlist composte da dieci canzoni e le prime dieci canzoni che sono state scelte sono state incluse nell'album di Moore. 
L'album ha ricevuto recensioni contrastanti da parte della critica musicale. Karlie Justus di Engine 145 ha dato tre stelle su cinque, dicendo che Moore "toglie le sue [...] influenze con un'autenticità del paese più abilmente di qualsiasi altro paese promettente al momento;" ha aggiunto che molte delle altre canzoni sembrano ripetere il tema di "Small Town USA", ma che "Grandpa", "Like There No Tomorrow" e "Hank It" "si basano su dettagli importanti che ovviamente contano." Matt Bjorke di Roughstock ha dato una recensione favorevole all'album, dicendo che "Moore non sta registrando un disco per non essere in radio, questo è il suo obiettivo, e vuole portare una forte dose di fascino del sud, country e twang back". L'album ha ricevuto una valutazione di due stelle e mezzo dal critico di Allmusic Stephen Thomas Erlewine, che ha affermato che Moore" non vede vergogna nello sfruttamento "e ha chiamato l'album" country-rock anonimo"."

## Tracce
1. How I Got to Be This Way – 2:59
2. Small Town USA – 3:40
3. Backwoods – 2:37
4. Like There's No Tomorrow – 3:29
5. Good Ole American Way – 2:48
6. I Could Kick Your Ass – 3:14
7. Back That Thing Up – 2:37
8. The Only Place That I Call Home – 3:25
9. Grandpa – 3:29
10. Hank It – 3:02